# Диаките, Самба
Самба́ Диаките́ (24 января 1989, Монфермей, Франция) — малийский футболист, полузащитник клуба «Аль-Тадамон». Выступал за сборную Мали. Играет на позиции опорного полузащитника. Участник Кубка африканских наций 2012.

## Клубная карьера
Диаките играл в «Ле-Бурже» и «Торси», до перехода в «Нанси» в 2007 году.
27 декабря 2009 года он подписал свой первый взрослый контракт, по условию которого, он на два года является игроком «Нанси». 27 января 2010 года дебютировал за клуб, в матче Кубка Франции, против футбольного клуба «Плабеннек».
29 января 2012 года согласовал условия личного контракта с «Куинз Парк Рейнджерс», перейдя в клуб на правах аренды до конца сезона.
25 февраля 2012 года дебютировал за клуб, тогда случилось домашнее поражение от «Фулхэма», со счётом 1:0. Диаките покинул поле на 33-й минуте, получив второй «горчичник».
31 марта забил свой первый гол за новый клуб, в лондонском дерби против «Арсенала», гол оказался победным, а матч закончился со счётом 2:1.
27 июня окончательно перешёл в «Куинз Парк Рейнджерс», а сумма трансфера, так и не стала известна.

## В сборной
24 января 2012 года дебютировал за сборную Мали на Кубке африканских наций 2012, в этом матче его сборная обыграла Гвинею.